# Trichoscypha bracteata
Trichoscypha bracteata är en sumakväxtart som beskrevs av Franciscus Jozef Breteler. Trichoscypha bracteata ingår i släktet Trichoscypha och familjen sumakväxter. Inga underarter finns listade i Catalogue of Life.